# Martyrologium Hieronymianum

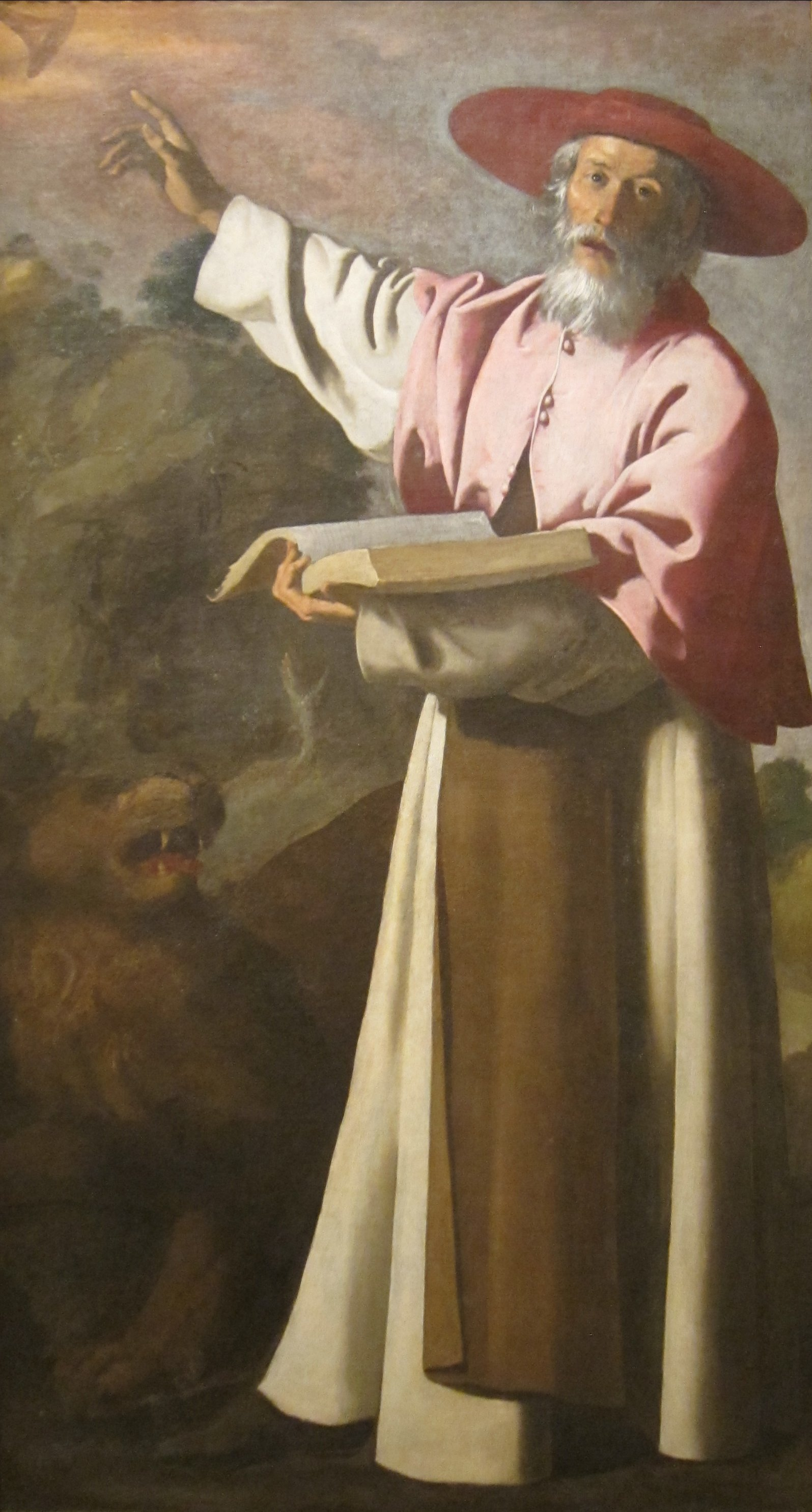
Francisco de Zurbarán, Svatý Jeroným se svým textem, kolem 1640

Martyrologium Hieronymianum, též Martyrologium sancti Hieronymi je dílo raně středověké hagiografické literatury. Má formu seznamu křesťanských svatých mučedníků a jejich svátků, nejrozšířenějších ve středověké křesťanské Evropě. Bylo široce rozšířeným a velmi vlivným dokumentem o mučednících raných období křesťanství. Martyrologiuum bylo sestaveno od 4. do 9. století z textů různého geografického původu. Bylo prvním martyrologiem celého křesťanského světa.

## Popis
Text na začátku odkazuje na život Malchův Vita Malchi, domnělé dílo svatého Jeronýma z roku 392, nazývané v současnosti Martyrologium Pseudo-Hieronymianum. Většinu záznamů tvoří data, místa a jména svatých mučedníků s podrobnými popisy jejich života a utrpení.
Martyrologium Hieronymianum vznikalo delší dobu a skládá se z různých částí, které k sobě původně nepatřily. Dochovaná verze je raně středověkou kompilací, čerpající z obecného martyrologia v oblasti římského Východu, z italských a afrických martyrologií i z různých místních martyrologií merovejské Galie. Jména byla zjevně duplikována nebo pozměněna nedorozuměním nebo posunutím dat podle místních tradic. O původním textu existují domněnky, že vznikl v Akvilejském patriarchátu v letech 430 až 450 a že byl v oblasti Auxerre kolem roku 600 revidován s doplněním galsko-románských údajů o mučednících.
Nejstarší dochované rukopisy martyrologia jsou obsaženy ve třech kodexech:
- Zlatý kodex z Echternachu, počátek 8. století, ve Francouzské národní knihovně v Paříži
- Normanský kodex z druhé poloviny 8. století v Herzog-August knihovně ve Wolfenbüttelu, vytvořený pro normanský klášter Saint-Wandrille, odkud se později dostal do kláštera Weissenburg v Alsasku.
- Kodex z Metz, vytvořený v první třetině 9. století, nyní v knihovně Burgerbibliothek v Bernu.

Tyto prameny redigoval Francesco Fiorentini roku 1668 a další redakce následovala až roku 1866 podle Syrského martyrologia původem Nikomédie, napsaného pod vlivem Orientu roku 1411. Kritické vydání Martyrologia od Giovanniho Battisty de Rossi a Louise Duchesnea z roku 1894 slouží dodnes.